# Nebaliidae
Nebaliidae є найбільшою з трьох родин серед тонкопанцирних ракоподібних, що містить 33 з 40 описаних видів.

## Роди
- Nebalia Leach, 1814
- Nebaliella Thiele, 1904
- Dahlella Hessler, 1984
- Sarsinebalia Dahl, 1985
- Speonebalia Bowman, Yager & Illiffe, 1985